# Scabiosa cinerea
Scabiosa cinerea är en tvåhjärtbladig växtart som beskrevs av Philippe Picot de Lapeyrouse och Jean-Baptiste de Lamarck. Scabiosa cinerea ingår i släktet fältväddar, och familjen Dipsacaceae. Inga underarter finns listade i Catalogue of Life.

## Bildgalleri

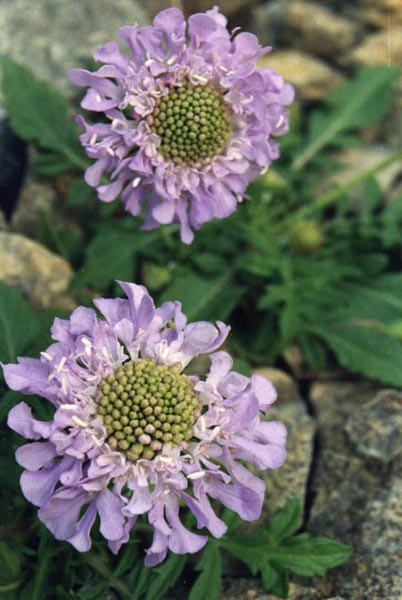
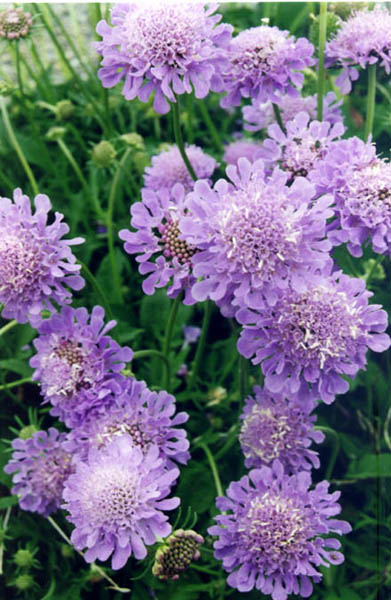